# Euclystis ghilianii
Euclystis ghilianii är en fjärilsart som beskrevs av Achille Guenée 1852. Euclystis ghilianii ingår i släktet Euclystis och familjen nattflyn. Inga underarter finns listade i Catalogue of Life.